# Уотт, Тони
Э́нтони (То́ни) Уо́тт (англ. Anthony "Tony" Watt; род. 29 декабря 1993, Котбридж, Стратклайд), — шотландский футболист, нападающий клуба «Данди Юнайтед». Выступал за сборную Шотландии.
Помимо «Селтика» Уотт на самом раннем этапе своей карьеры выступал за команду «Эйрдри Юнайтед».

## Клубная карьера

### «Эйрдри Юнайтед»
Уотт родился 29 декабря 1993 года в шотландском городе Котбридж области Северный Ланаркшир.
Карьера Тони началась летом 2009 года, когда он подписал контракт с клубом «Эйрдри Юнайтед» после ряда впечатляющих выступлений за молодёжные составы ланаркширцев. Примечательно, что взлёт форварда состоялся буквально за год — ранее юный игрок и не помышлял о профессиональном занятии футболом. В первый состав клуба Уотт вошёл в сезоне 2010/11, его дебют состоялся 24 июля 2010 года в поединке Кубка вызова против «Эйр Юнайтед». 7 августа Тони впервые защищал цвета «алмазов» в рамках регулярного чемпионата страны, коим для «Эйрдри» в то время был Второй дивизион шотландской Футбольной лиги — «Юнайтед» в тот день состязались с «Ист Файф». В том же матче Уотт забил свой первый гол в профессиональном футболе, принеся своей команде ничью 3:3. Всего за «Эйрдри» Тони сыграл 19 матчей, провёл три мяча. Уже после отъезда Тони в «Селтик» он был удостоен награды «Игрок месяца» Второго дивизиона по итогам декабря 2010 года.

### «Селтик»
В январе 2011 года за талантливого форварда разразилась настоящая борьба среди клубов, желавших заполучить его в свои ряды. Назывались английские «Ливерпуль» и «Фулхэм», шотландские «Рейнджерс» и «Селтик». В итоге новыми работодателями Уотта стали «кельты», заплатившие за его трансфер «Эйрдри» 80 тысяч фунтов стерлингов с последующими выплатами ланаркширцам в случае успешных выступлений Тони за «бело-зелёных». Контракт с молодым футболистом был заключён сроком на три года.
Дебют Уотта в «Селтике» получился триумфальным — 22 апреля 2012 года нападающий вышел на замену вместо Павла Брожека в матче против «Мотеруэлла». Через четыре минуты Тони открыл счёт в этом поединке, а ещё три минуты спустя оформил «дубль», заставив капитулировать голкипера «сталеваров» Даррена Рендольфа. Окончательный счёт игры — 3:0 в пользу глазговцев. Следующие голы Уотта состоялись уже в следующем футбольном году — 25 августа он вновь отличился «дублем», на этот раз оппонентами «Селтика» были игроки «Инвернесс Каледониан Тисл». Эти достижения не остались без внимания от экспертов, которые 12 сентября назвали Тони «Молодым игроком месяца в Премьер-лиге» по итогам августа.

## Сборная Шотландии
С 2011 года Уотт защищает цвета различных молодёжных сборных Шотландии. 10 мая 2011 года Тони дебютировал в составе национальной команды (до 19 лет), отыграв 76 минут товарищеского матча против датчан. 23 сентября того же года форвард, поразив ворота сверстников из Уэльса, забил свой первый гол на международной арене. После впечатляющего дебюта Уотта за «Селтик» наставник юношеских сборных Шотландии Билли Старк заявил, что хотел бы попробовать Тони в поединках за команды более старших возрастов. В августе 2012 года 18-летний форвард впервые вышел на поле в матче «горской» «молодёжки» — соперниками молодых «тартановых» были бельгийцы. В своей второй игре за молодёжную сборную Тони, реализовав пенальти в ворота люксембуржцев, открыл счёт своим голам в команде этого возраста.

## Достижения

### Командные достижения
«Селтик»
- Чемпион Шотландии: 2011/12, 2012/13
- Обладатель Кубка Шотландии: 2012/13

### Личные достижения
- Молодой игрок месяца шотландской Премьер-лиги: август 2012

## Клубная статистика
| Клуб                      | Сезон                     | Чемпионат | Чемпионат | Кубок | Кубок | Кубок Лиги | Кубок Лиги | Кубок вызова | Кубок вызова | Еврокубки | Еврокубки | Итого | Итого |
| Клуб                      | Сезон                     | Игры      | Голы      | Игры  | Голы  | Игры       | Голы       | Игры         | Голы         | Игры      | Голы      | Игры  | Голы  |
| ------------------------- | ------------------------- | --------- | --------- | ----- | ----- | ---------- | ---------- | ------------ | ------------ | --------- | --------- | ----- | ----- |
| Эйрдри Юнайтед            | 2010/11                   | 15        | 3         | 1     | 0     | 2          | 0          | 1            | 0            | —         | —         | 19    | 3     |
| Всего за «Эйрдри Юнайтед» | Всего за «Эйрдри Юнайтед» | 15        | 3         | 1     | 0     | 2          | 0          | 1            | 0            | 0         | 0         | 19    | 3     |
| Селтик                    | 2011/12                   | 3         | 2         | —     | —     | —          | —          | —            | —            | —         | —         | 3     | 2     |
| Селтик                    | 2012/13                   | 18        | 5         | 1     | 0     | 2          | 0          | —            | —            | 5         | 1         | 26    | 6     |
| Всего за «Селтик»         | Всего за «Селтик»         | 21        | 7         | 1     | 0     | 2          | 0          | 0            | 0            | 5         | 1         | 29    | 8     |
| Всего за карьеру          | Всего за карьеру          | 36        | 10        | 2     | 0     | 4          | 0          | 1            | 0            | 5         | 1         | 48    | 11    |

(откорректировано по состоянию на 31 марта 2013)